# Qingnianlu (socken i Kina, lat 36,83, long 115,71)
Qingnianlu (kinesiska: 青年路街道, 青年路) är en socken i Kina. Den ligger i provinsen Shandong, i den östra delen av landet, omkring 120 kilometer väster om provinshuvudstaden Jinan. Antalet invånare är 52 758. Befolkningen består av 25 917 kvinnor och 26 841 män. Barn under 15 år utgör 14,0 %, vuxna 15-64 år 77 %, och äldre över 65 år 8,0 %.
Genomsnittlig årsnederbörd är 687 millimeter. Den regnigaste månaden är juli, med i genomsnitt 248 mm nederbörd, och den torraste är januari, med 4 mm nederbörd.